# إي إس فلم (شركة)

الشعار السابق لشركة إي إس فيلم

إي إس فيلم تعتبر شركة إي إس فيلم للإنتاج ES Film إحدى الشركات التركية التي تقدم الأفلام السينمائية والمسلسلات التركية الشهيرة، ولقد تأسست الشركة عام 2014
على يد المنتج يوسف إسنكال والمنتج سردار أوريتيجي
ويقع مقرّ الشركة في مدينة إسطنبول في تركيا 

## أهم المسلسلات التلفزيونية التي أنتجتها شركة إي إس فيلم للإنتاج ES Film
قامت شركة إي إس فيلم للإنتاج ES Film بإنتاج العديد من المسلسلات التلفزيونية البارزة في عالم الفن ومنها
- حلقة عام 2019 -
- عاصمة عبد الحميد عام 2017 [4]
- مجهول عام 2017 [5]
- الضابط العثماني عام 2017 [6]
- فيلينتا مصطفى 2016

## القنوات التي اشترت أعمال شركة إي إس فيلم للإنتاج ES Film
- ستار تي في
- تي أر تي 1
- كانال دي